# Lawrence D. Kritzman
Lawrence D. Kritzman es un autor estadounidense, profesor de Francés y Literatura comparada en Dartmouth College. En 2012 se le concedió la Legión de Honor francesa. Ha publicado varios trabajos sobre la figura de Michel de Montaigne y el Renacimiento en Francia.
Entre sus obras se encuentran Destruction/découverte: Le Fonctionnement de la rhétorique dans les Essais de Montaigne (1980), The Rhetoric of Sexuality and the Literature of the French Renaissance (1991) y The Fabulous Imagination: On Montaigne’s Essays (2009), además de ser editor de Auschwitz and After. Race, Culture, and "the Jewish Question" in France (1995), Realms of Memory: The Construction of the French Past (1996-1998, tres volúmenes) o The Columbia History of Twentieth-Century French Thought (2006), entre otras.